# 阿特拉斯足球俱乐部
阿特拉斯足球俱乐部，是墨西哥的一个足球俱乐部，位于墨西哥第二大城市瓜达拉哈拉市，成立于1916年。阿特拉斯队现参加墨西哥足球甲级联赛。阿特拉斯队与瓜达拉哈拉芝华士队共用主场哈利斯科体育场。

## 荣誉
- 墨西哥足球甲级联赛：
  - 冠军：1950-1951
- 墨西哥杯：
  - 冠军：1945-1946, 1949-1950, 1961-1962, 1967-1968
- 墨西哥足球乙级联赛
  - 冠军：1954-1955, 1971-1972, 1978-1979